# Leptoneta handeulgulensis
Leptoneta handeulgulensis là một loài nhện trong họ Leptonetidae.
Loài này thuộc chi Leptoneta. Leptoneta handeulgulensis được miêu tả năm 2002 bởi Namkung.